# Кингдъм Кам
Киндъм Кам (Kingdom Come) е германска група, свиреща мелодичен хардрок и водена от родения в Хамбург вокалист Лени Улф (Lenny Wolf). Първият албум на групата, наречен Kingdom Come, придобива голяма известност и е забележителен с класическото си хардрок звучене, напомнящо на слушателя за групи като Лед Цепелин и Скорпиънс. Настоящ барабанист на последната е James Kottak, който преди това е свирил в Киндъм Кам. Групата се състои изцяло от немски музиканти.

## История
Групата Киндъм Кам е създадена през 1987 г. след разпадането на рок проекта на Улф Stone Fury, който спечелва умерен успех. Новата звукозаписна компания на Улф – Полиграм, му дава значителна свобода при набиране на членове на Киндъм Кам и определяне на звученето на групата. Така, Улф привлича Danny Stag (соло китара), Rick Steier (китара), James Kottak (барабани) и Johnny B. Frank (бас).
През 1988 г. Лени Улф и компания издават дебютния си албум Kingdom Come. Те пътуват из Англия като поддържаща група на Магнум на тяхното турне Wings Of Heaven.
Първият сингъл на групата Get It On постига огромен успех и е последван от видео сингъла What Love Can Be – балада, която е излъчвана многократно по радио програми в САЩ и по MTV. До излизането на видео сингъла Loving You албумът става платинен по брой продажби в САЩ, Германия, Канада и в други страни. Групата е избрана да открие през 1988 г. турнето North American Monsters of Rock, като подгрява Dokken, Scorpions, Metallica и Van Halen, а по-късно е поддържаща група на Scorpions на друго тяхно турне.
През 1989 г. Киндъм Кам издават втория си албум In Your Face. Той обаче не постига успех сред почитателите на групата и всички нейни членове я напускат.
След раздялата с останалите членове на Киндъм Кам Лени Улф продължава да твори в блуса и класическия рок. Скоро успява да привлече нов състав за групата, която през 1991 г. издава албума Hands of Time. През 1993 г. Улф се завръща в Германия за подмяна на състава на Киндъм Кам и последват няколко нови албума и редица турнета из Европа. Най-новият албум на групата е Ain't Crying For The Moon, а последното турне се провежда в Руската федерация през ноември 1996 г. Киндъм Кам е действаща група, която продължава да създава здрава рок музика и да има много почитатели.

## Състав
• Лени Волф – вокал
• Ерик Фьорстър – соло китара
• Франк Бинке – бас китара
• Надер Рахи – барабани и перкусии (пиано)

## Дискография
Албуми
• Kingdom Come (1988)
• In Your Face (1989)
• Hands of Time (1991)
• Bad Image (1993)
• Twilight Cruiser (1995)
• Live & Unplugged (1996) (live)
• Master Seven (1997)
• Balladesque (1998) (compilation)
• Too (2000)
• Independent (2002)
• Perpetual (2004)
• Ain't Crying for the Moon (2006)
• Magnified (2009)
Сингли
• Get It On (1988)
• What Love Can Be (1988)
• Do You Like It (1989)